# Bouzas (Ponferrada)
Bouzas es un pueblo del municipio de Ponferrada, situada en la comarca de El Bierzo, en la provincia de León, comunidad autónoma de Castilla y León, España.

## Localización
Bouzas se encuentra a 18.4 km de la localidad de Ponferrada y a 129.5 km de la localidad de León. Se puede ir a Bouzas desde Ponferrada a través de la carretera que va a Salas de los Barrios, en dirección a El Morredero. Tras pasar los pueblos de Salas de los Barrios y San Cristóbal de Valdueza, se puede encontrar un desvío en la carretera que termina en el valle donde está situada la pequeña aldea de Bouzas.

## Geografía
Bouzas se encuentra en uno de los valles que rodea el puerto de montaña de El Morredero. El arroyo de Bouzas cruza la aldea y está formado por las aguas de varios arroyos nacidos en las montañas colidantes: el arroyo de la Yegua, el arroyo del Pico de la Reina, el arroyo de las Chanas, el arroyo del Corón, el arroyo de Ordiales y el arroyo de Valdemiguel. Finalmente, el arroyo de Bouzas se encuentra con el arroyo del Sierro y con el arroyo de Prado Cordero para formar el río Meruelo, que se extiende por las montañas pasando por las localidades de Palacios de Compludo, Compludo y Molinaseca.

## Historia
Bouzas era conocido antiguamente como San Juan de Bouzas. Se conoce que en los primeros siglos de la Edad Media, la Tebaida Berciana fue un territorio que albergó un gran número de monasterios, ermitas e iglesias. Varios documentos encontrados en la sacristía de la iglesia del pueblo indican que Bouzas podría haber sido un asentamiento cercano a dos conventos, para los que los aldeanos fabricaban velas.
Además, tras el incendio que se originó en Bouzas en la primavera de 2017 se han descubierto una serie de 30 terrazas de piedra escalonadas de varios kilómetros, situadas en la ladera de un monte entre Manzanedo, San Cristóbal de Valdueza, Peñalba de Santiago y Bouzas. Expertos indican que podrían tratarse de restos de edificaciones de los antiguos poblados y monasterios de Santa Eucheria (o Santa Egeria) y Santa María de Castrillo.

## Población
En el INE de 2021, Bouzas tiene 34 habitantes, 18 hombres y 16 mujeres.

## Fiestas patronales y tradiciones
Los patrones de Bouzas son San Juan, Nuestra Señora y San Roque. Una de las tradiciones más relevantes en Bouzas consiste en celebrar la festividad de los Mayos.

### San Juan
Para dar la bienvenida al verano, la noche del 23 de junio en Bouzas se celebra la verbena de San Juan prendiendo una hoguera en la plaza del pueblo y cantando canciones tradicionales acompañados de un vaso de queimada.

### Nuestra Señora y San Roque
Las fiestas patronales de verano se celebran los días 14, 15 y 16 de agosto. El día 14 se celebra la verbena que da comienzo a las fiestas. El día 15 se celebra Nuestra Señora y el día 16 se celebra San Roque. Las fiestas consisten en distintas actividades que incluyen baile, vermú, actividades infantiles, misa y procesión, entre otras.

### Los Mayos
La noche del 30 de abril al 1 de mayo se alza en la plaza del pueblo un tronco o palo alto, conocido como la maya o el mayo. En este tronco se cuelgan lo que en Bouzas se conoce como los Mayos, que son dos figuras humanas que representan a un aldeano y a una aldeana.

## Lugares de interés

### Los tres molinos
En Bouzas se pueden encontrar 3 molinos hidráulicos: el Molino del Arroyo, el Molino de la Plaza y el Molino de Luciano. Los dos primeros pertenecen al pueblo mientras que el último es de propiedad privada. Durante 2016 se iniciaron las obras de restauración de los molinos públicos, que tienen prevista su inauguración en 2017. En cuanto al Molino de Luciano, también se encuentra restaurado.

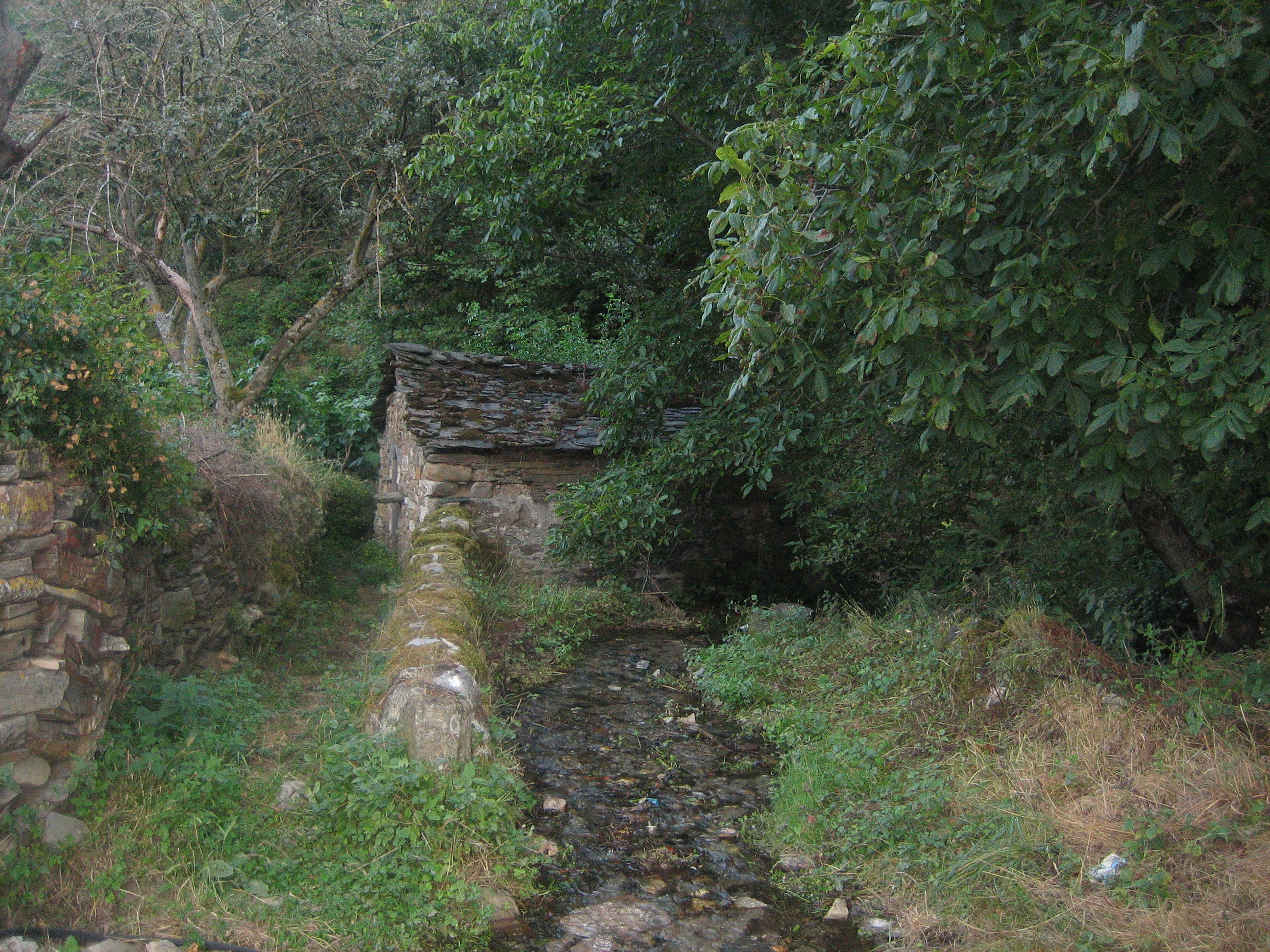
Molino de la Plaza.
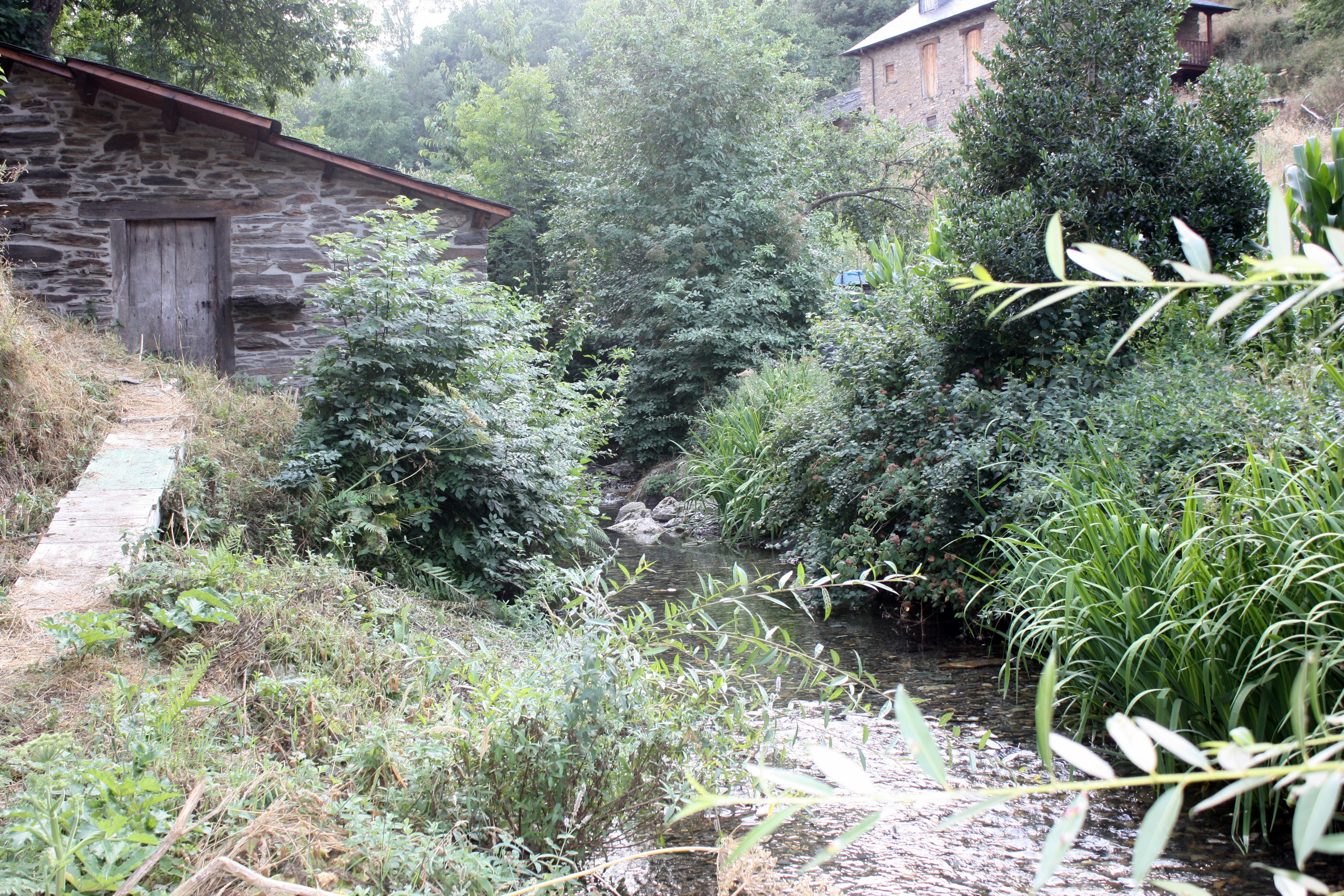
Molino del Arroyo.
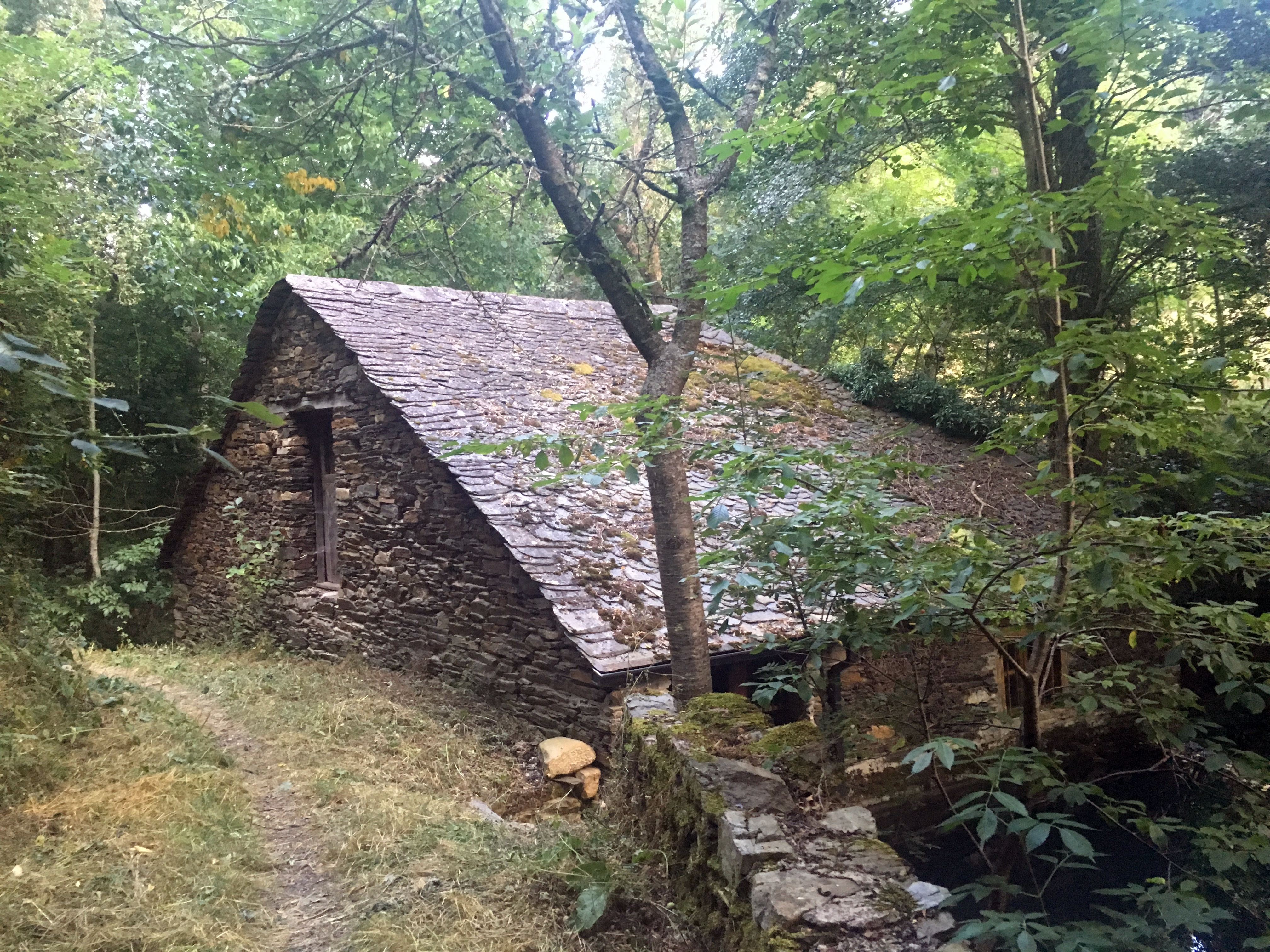
Molino de Luciano.

### La iglesia
La iglesia de Bouzas es otro de los lugares que se puede visitar si nos encontramos en la aldea. Se trata de una iglesia pequeña con coro y decoraciones antiguas. Las campanas de esta iglesia tienen una inscripción en la que se puede leer: "Hechas por el pueblo de Bouzas, 1883".

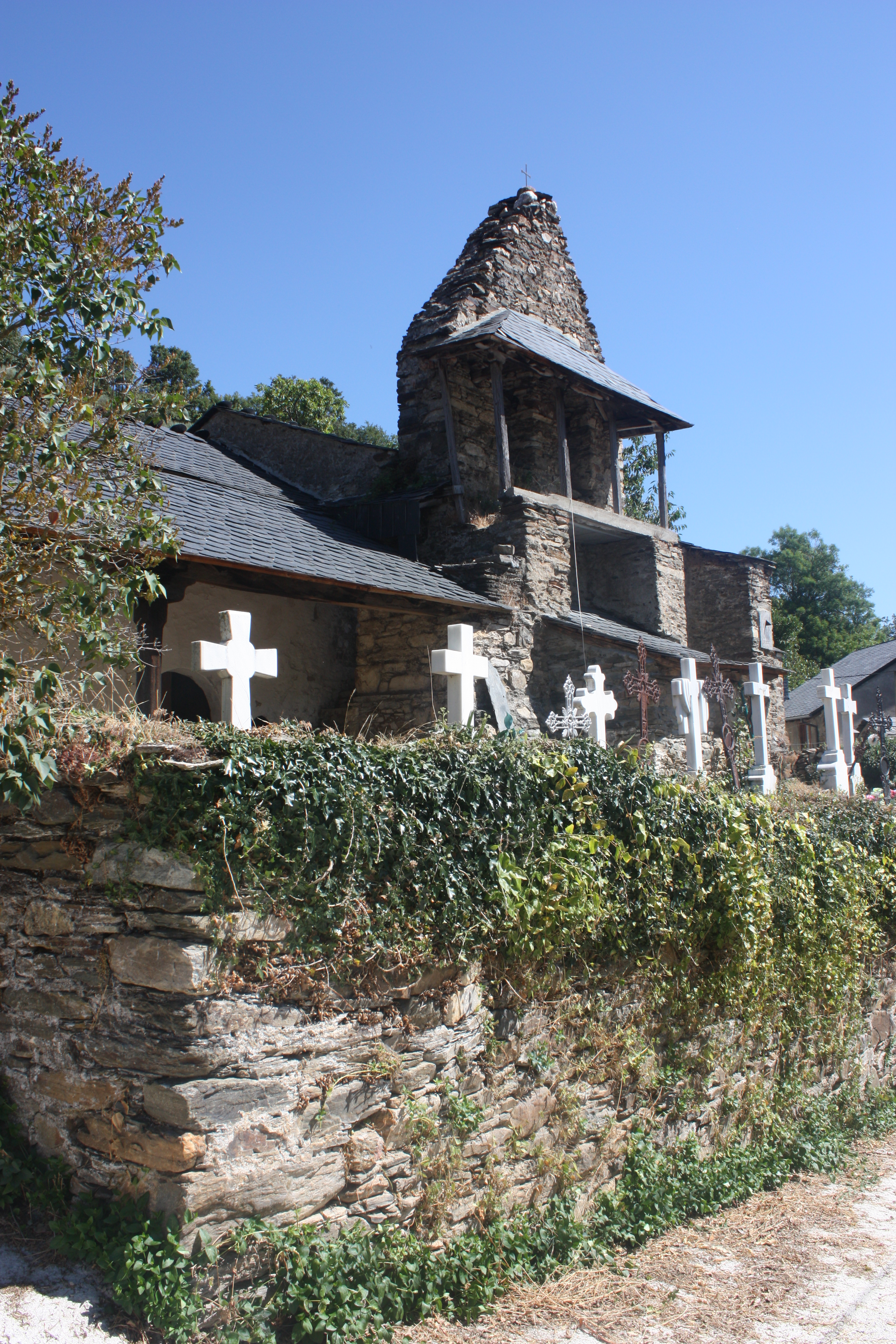
Iglesia de Bouzas.
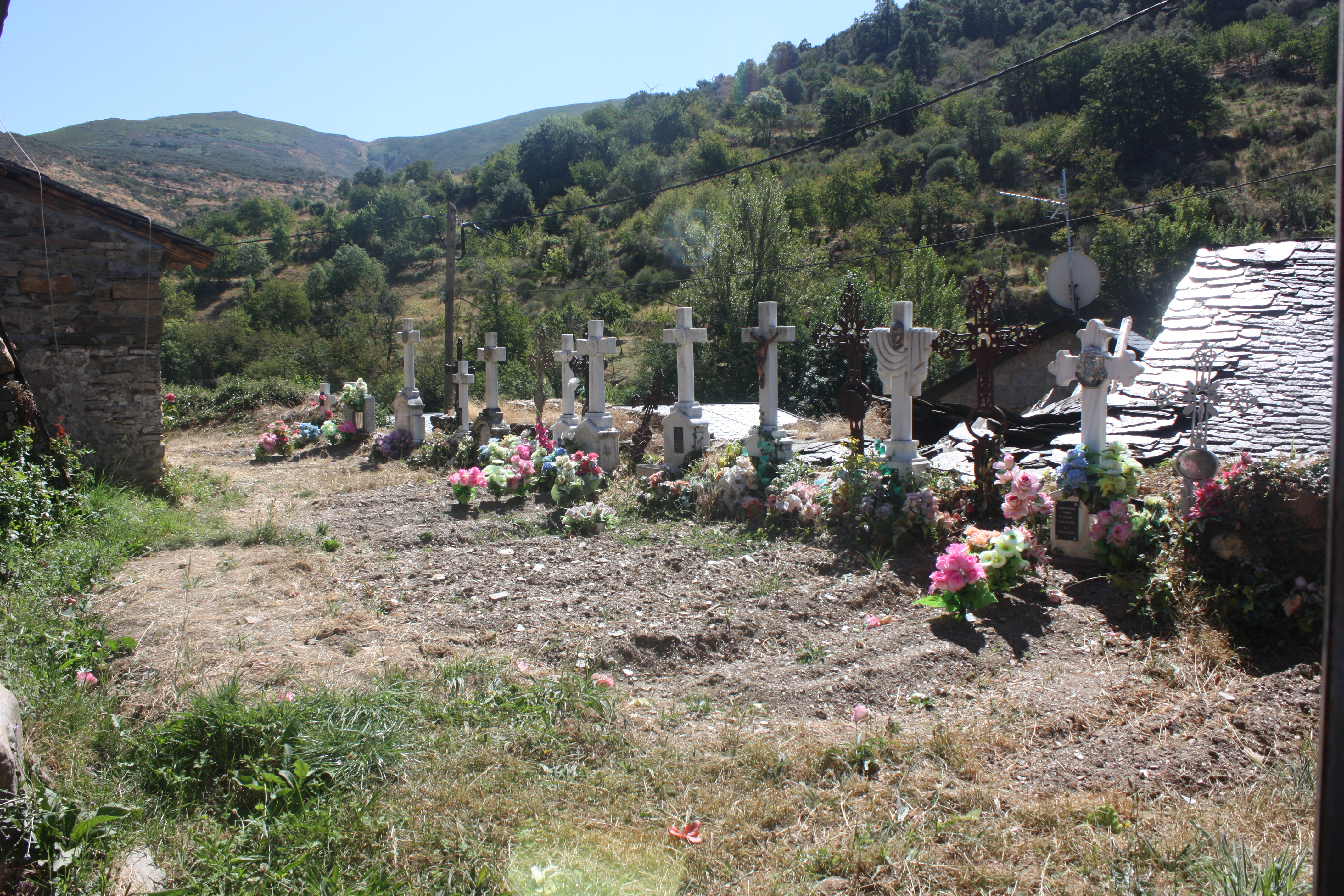
Cementerio de Bouzas.
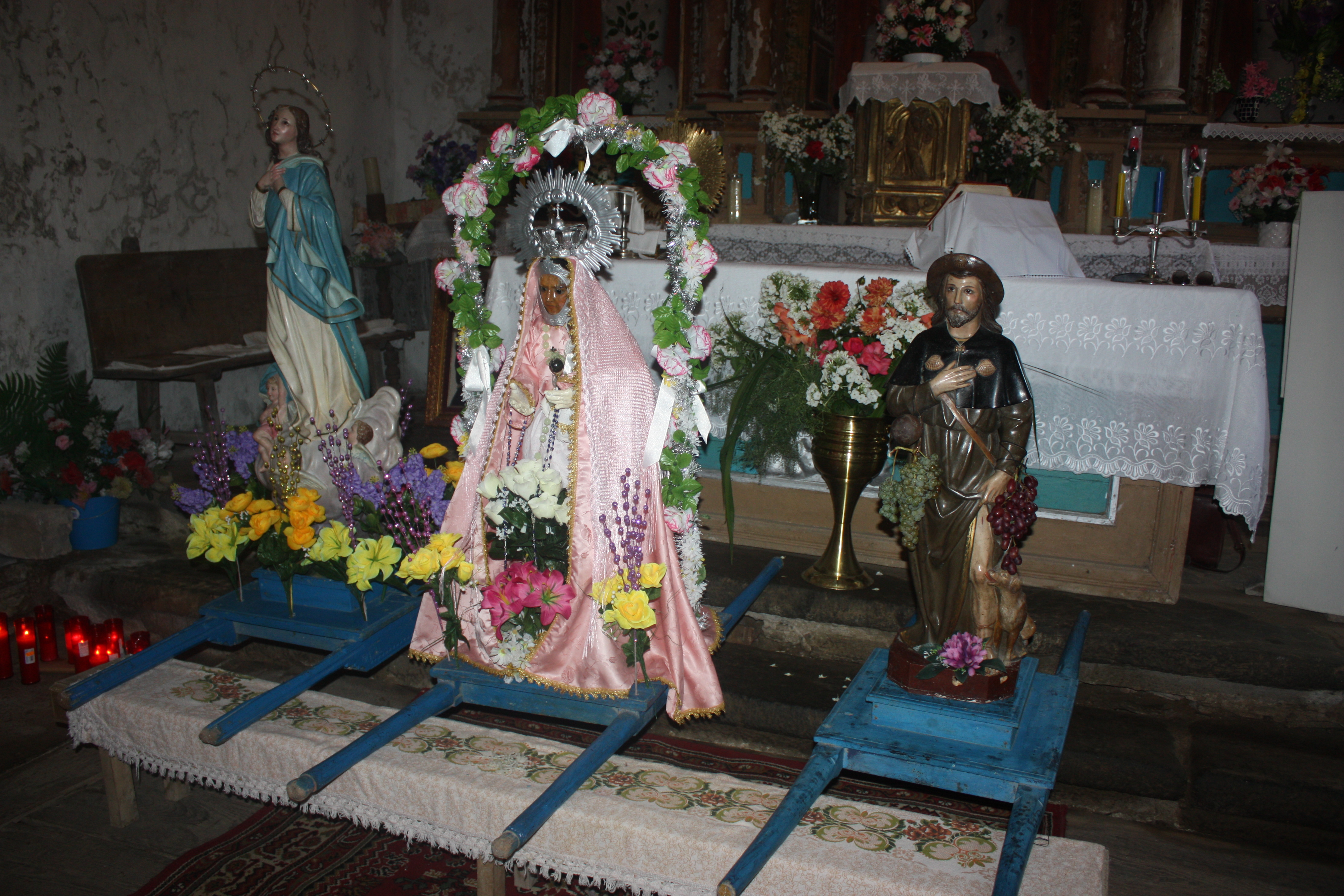
Pasos de la iglesia de Bouzas.
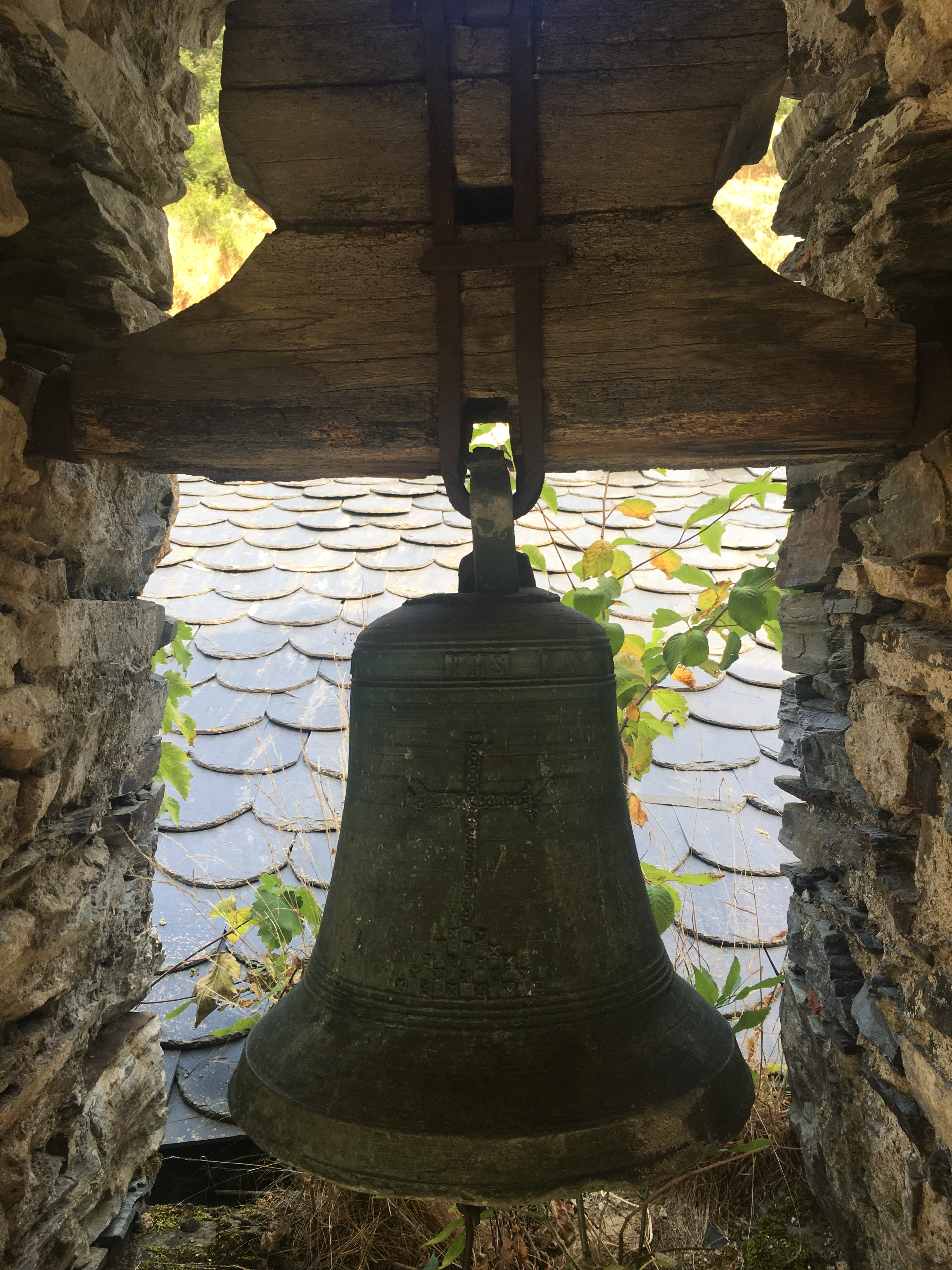
Campana de la iglesia de Bouzas.
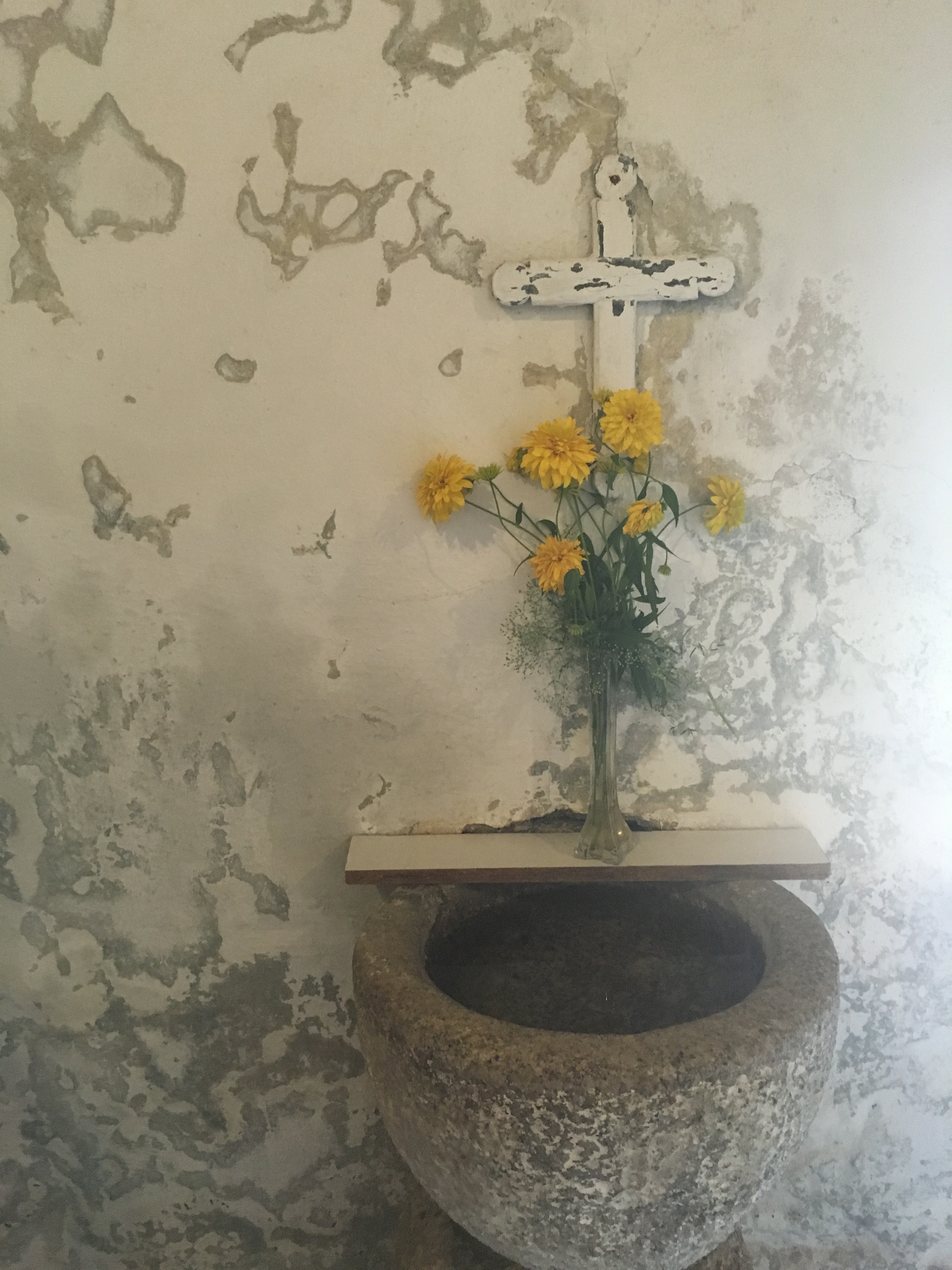
Pila de agua bendita de la iglesia de Bouzas.

### La cascada de Bouzas
A pocos pasos de la plaza del pueblo de Bouzas podemos encontrar un pequeño salto de agua que forma parte del arroyo de Bouzas. Incluso en verano, el agua se mantiene muy fría. En la parte superior del salto, el arroyo es poco profundo y tras la caída, hay un pozo de agua donde en alguna ocasión los valientes han osado refrescarse con un baño. 

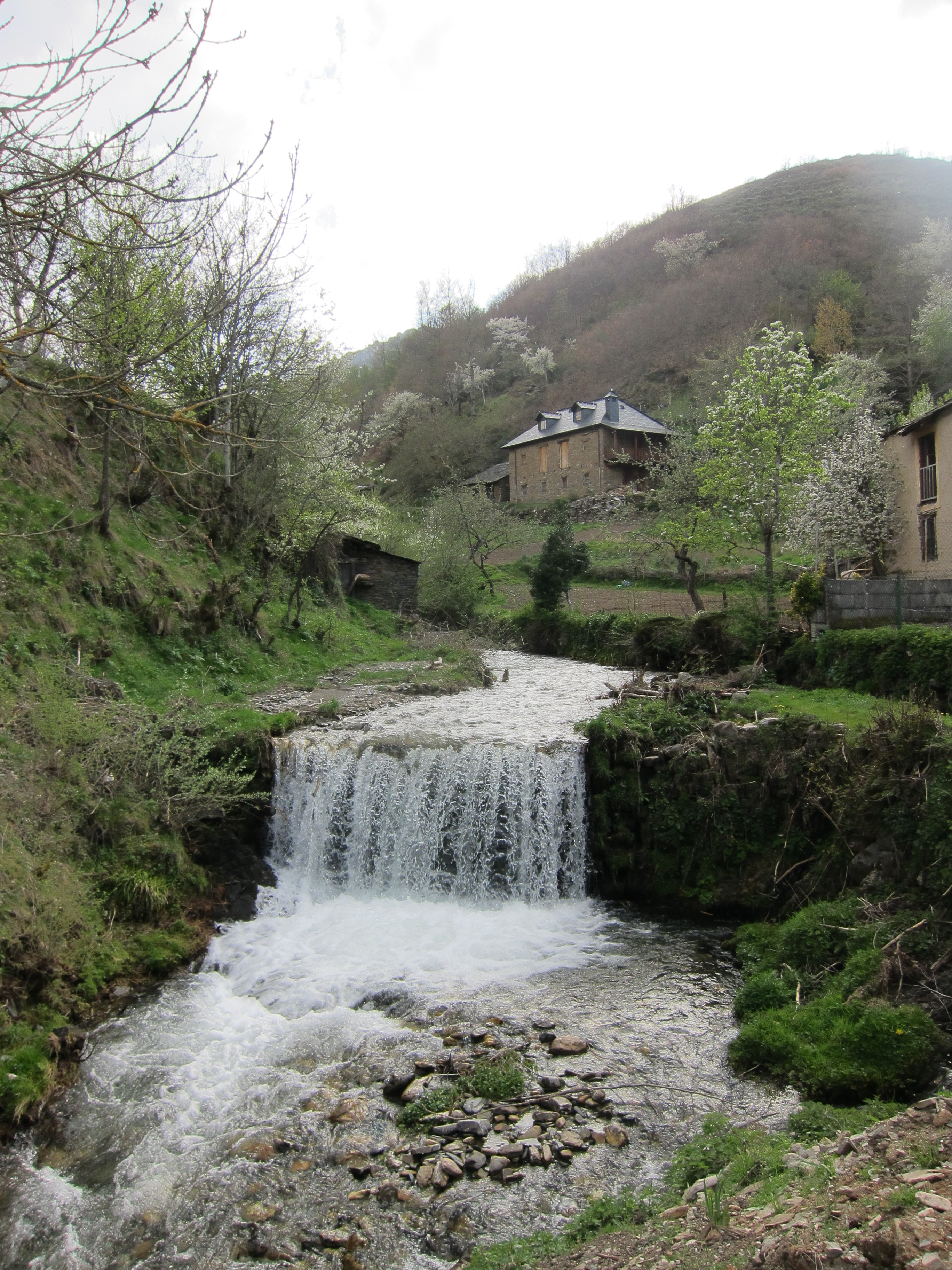
Cascada de Bouzas.

### El puente romano
En el extremo este de la aldea hay un puente romano que cruza el arroyo de Bouzas y da a un camino que se adentra en la montaña. 

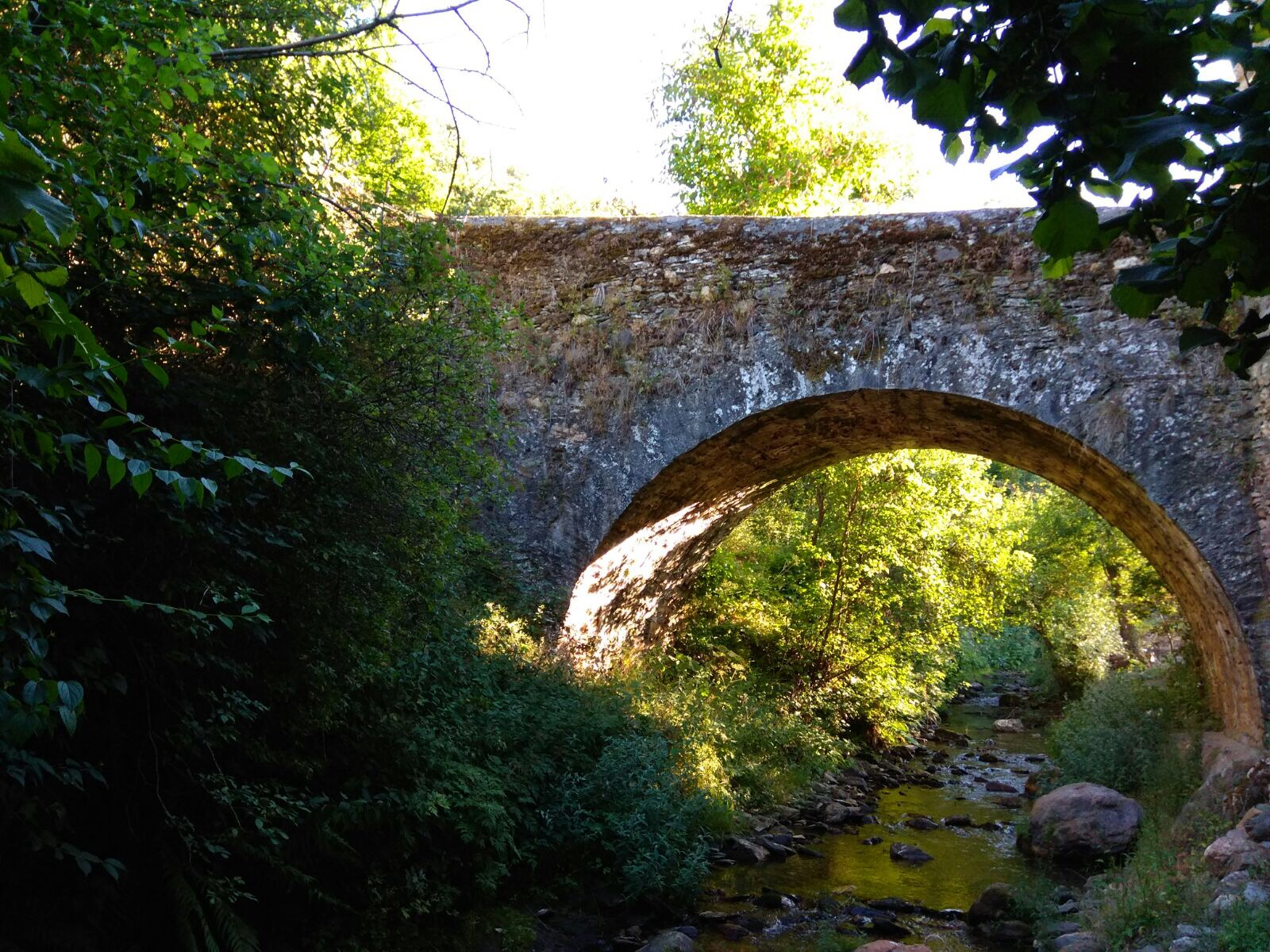
Puente romano de Bouzas (Este).
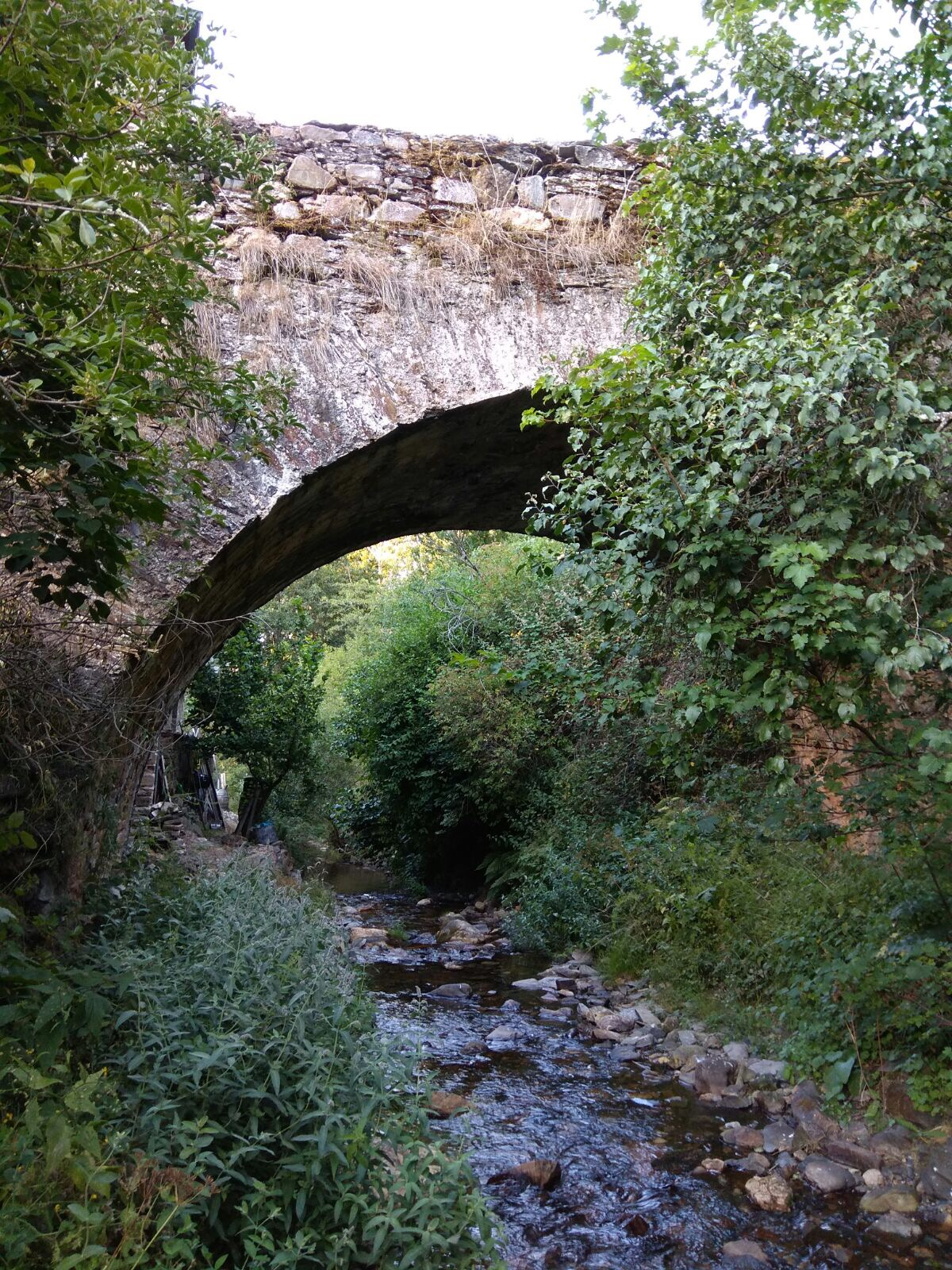
Puente romano de Bouzas (Oeste).